# Satz von Maschke
Der Satz von Maschke (nach Heinrich Maschke, 1899) ist eine zentrale Aussage aus dem mathematischen Teilgebiet der Darstellungstheorie endlicher Gruppen. Er besagt, dass Darstellungen außer im Spezialfall modularer Darstellungen aus irreduziblen Darstellungen zusammengesetzt sind.
Es seien {\displaystyle G} eine endliche Gruppe und {\displaystyle K} ein Körper. Das Wesen der Theorie der {\displaystyle K}-linearen Darstellungen von {\displaystyle G} hängt fundamental davon ab, ob die Charakteristik von {\displaystyle K} ein Teiler der Ordnung von {\displaystyle G} ist oder nicht. In ersterem Falle spricht man von modularen Darstellungen. Der Unterschied liegt im Wesentlichen in der Aussage des Satzes von Maschke begründet.

## Nicht modularer Fall
Es gelte {\displaystyle \operatorname {char} K\nmid \#G}; dies ist insbesondere dann der Fall, wenn {\displaystyle K} Charakteristik 0 hat, also beispielsweise für {\displaystyle K=\mathbb {C} }.
Dann besagt der Satz von Maschke:
Jede {\displaystyle K}-lineare Darstellung von {\displaystyle G} ist eine direkte Summe von irreduziblen Darstellungen.
Äquivalente Formulierungen sind:
- Jede Darstellung ist halbeinfach.
- Jeder {\displaystyle G}-invariante Unterraum {\displaystyle U} einer Darstellung {\displaystyle V} besitzt ein {\displaystyle G}-invariantes Komplement {\displaystyle W}, d. h. {\displaystyle V=U\oplus W}.

## Modulare Darstellungen
Gilt dagegen {\displaystyle \operatorname {char} K\mid \#G}, so gilt: Der Gruppenring {\displaystyle K[G]} ist nicht vollständig reduzibel, d. h. die reguläre Darstellung {\displaystyle G\rightarrow GL_{K}(K[G])} ist nicht vollständig reduzibel.
Nicht jeder {\displaystyle K[G]}-Untermodul von {\displaystyle K[G]} hat ein Komplement.